# Joelia Svyrydenko
Joelia Svyrydenko (Oekraïens: Юлія Анатоліївна Свириденко) (Tsjernihiv, 25 december 1985) is een Oekraïens politicus. Zij werd op 17 juli 2025 de negentiende premier van Oekraïne en volgde daarmee Denys Sjmyhal op.

## Politieke loopbaan

### Vicepremier en Minister van Economische Zaken (2021-2025)
Svyrydenko werd op 4 november 2021 door de Verchovna Rada ingestemd als eerste vicepremier en Minister van Economische Zaken. De dag ervoor werd ze door Dienaar van het Volk voorgedragen die de meerderheid van zetels in het Oekraïense parlement bezat. Haar benoeming volgde op haar succesvolle optreden tijdens de Coronacrisis, toen ze verantwoordelijk was voor de invoer van medische hulpmiddelen zoals mondkapjes.
Als minister was ze verantwoordelijk voor het overeind houden van de economie in tijden van oorlog. Ze toonde zich een goed onderhandelaar met het buitenland en wist in 2025 de eenzijdige Amerikaanse voorstellen voor een grondstoffendeal om te buigen tot een gezamenlijk project voor de winning van zeldzame grondstoffen, dat zij op 30 april namens de Oekraïne ondertekende.

### Premier van Oekraïne (2025-heden)
Na een herschikking van de regering door president Volodymyr Zelensky, werd Svyrydenko op 17 juli 2025 door het parlement verkozen tot minister-president. Ze nam het premierschap over van Denys Sjmyhal die de functie sinds maart 2020 bekleedde. Sjmyhal werd na de herschikking Minister van Defensie.